# 巴里亞圖標塔
巴里亞圖標塔是位於巴基斯坦卡拉奇的一座綜合高層大樓，其中包括一座62層樓高的塔樓，高300公尺，是巴基斯坦最高的建築，也是南亞最高的建築之一。綜合建築群也包括鄰近的42層建築。